# AMule
aMule - клієнт файлообмінної мережі eDonkey2000. Розроблено на основі xMule, що є відгалуженням lMule, який, у свою чергу, був результатом перенесення eMule на Linux в січні 2003.
Розшифровується як «all-platform eMule» і працює в системах Linux, Mac OS X, FreeBSD, NetBSD, OpenBSD, Microsoft Windows і Solaris.
Починаючи з версії 2.0 реалізовано поділ на інтерфейс і консольну частину, яка може працювати як демон, що дозволило використовувати aMule на віддалених серверах, маючи до них SSH-доступ. 
У версії 2.1 реалізована підтримка мережі Kad, що відрізняється від eDonkey2000 повної децентралізацією. Для початкового підключення до мережі потрібно лише знати IP-адресу одного її учасника.
У версії 2.2 з'явилася підтримка magnet-посилань.